# 同志 (政治)

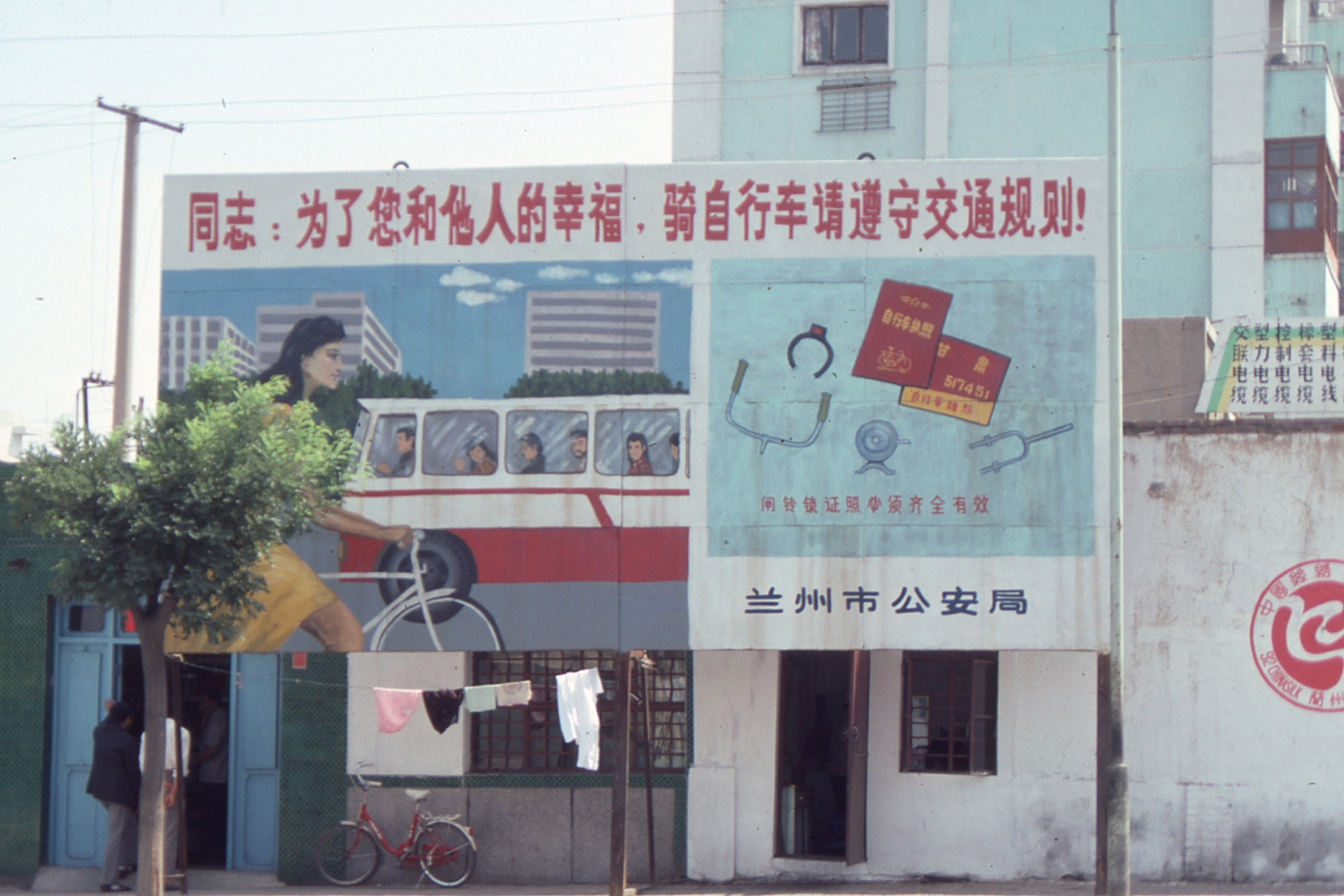
1992年蘭州市公安局提醒騎自行車的“同志”遵守交通规则，此处的“同志”便是对广大民众的称呼。

同志在中文指志同道合（特别是指在政治方面）的人，这称谓始于19世纪末，当时的清朝光绪皇帝在筹划戊戌变法时，对变法派的大臣采用了“同志”这称谓，之后渐渐成为一定范围内对人的称谓，冠在姓氏或人名之后。
辛亥革命时志同道合的志士互稱戰友為「同志」，如孫文著名的「革命尚未成功，同志仍需努力」。

## 缘由
“同志”一词最早并非政治用语，早在数千年前的中国古代便有同志这一词汇。例如春秋时期左丘明编撰的《国语·晋语四》曰“同德则同心，同心则同志”。另外根据南朝宋时期刘哗编撰的《后汉书·刘陶传》记载曰：“所与交友，必也同志”。

## 普遍性的称谓
- 中国大陆实行改革开放以前的国内政治和日常生活中，甚至外国人进入中国大陆也使用这一称谓，但对犯罪服刑人员不适用；改革开放以后渐渐少用，但较年长者对他人可能仍旧保留使用“同志”这一称谓。中国大陆的一些民主党派和无党派人士，尽管并非中共的“党内同志”，但在一些公开场合也会被称为“同志”，如“何鲁丽同志”（民革党员）、“袁隆平同志”（无党籍）等，甚至一些至今未获改正的右派，在改革开放后也被冠以“同志”的称呼。
- 国际政治中，社会主义国家之间、信仰共产主义或马列主义的政党之间的交往，常彼此称呼“同志”，但使用这一称呼多也反映国家或政党之间的政治立场相同或基本一致。
- 古巴因其为社会主义国家，人们之间亦互相称呼为同志，但主要用于官方和正式场合，日常交往中较少使用。在古巴西班牙语中“同志”一词为compañero（通常意思为“同伴、同学”）而非camarada。
- 在朝鲜，同志一词一般用于称呼比自己职级地位高的人，如“金正恩同志”；对同僚或下级一般称“同务”。
- 中华人民共和国成立初期，中国官方对社会主义国家之间的领导人都称为“同志”。后来随着社会主义阵营内部矛盾冲突，“同志”一词被非常谨慎地使用。如中国和苏联的矛盾在1959年公开之前，双方依然互称同志，之后虽然双方主要领导人都没有变更，但也不再以同志相称。对于资本主义国家，中国共产党和中华人民共和国政府不使用“同志”称呼，但极为特殊的情况下与这些国家信仰马列主义的政党交往时，使用“同志”称谓。在2011年12月朝鲜劳动党总书记兼朝鲜国防委员会委员长金正日去世時，中共中央总书记兼中国国家主席胡錦濤會同中共中央政治局委員前往朝鲜駐華大使館弔唁，而中央政治局成員獻給金正日的花圈上都以「金正日同志」稱呼他。现时，中国共产党称呼现在的中央领导集体为“以习近平同志为核心的党中央”。

## 軍中的稱謂
- 傳統社會主義國家的軍隊中，如蘇聯紅軍、中國人民解放軍、朝鮮人民軍、越南人民軍等，不論軍階的高低，上至中央軍委、元帥，下至軍中書記與基層士兵，通常都會稱呼對方为「同志」（俄语：Товарищ）。在早年前蘇聯的最高蘇維埃以及現今中國人民大會堂舉行的全國人民代表大會，都有身兼中央級黨職的高階將領參與，他們也被在場的黨員稱呼為「同志」。
- 及至蘇聯解體後，除了俄羅斯、白俄罗斯等东斯拉夫国家以外的其他國家由於徹底揚棄共產主義的關係，其他國家的軍人早就不再以「同志」稱呼對方；而俄軍則保留了蘇聯紅軍時期的傳統，雖不以「同志」為軍中的正式稱謂，但俄軍軍人之間常以「同志」稱呼軍中同袍。如今俄罗斯在举行阅兵时，检阅者及受阅者也会以“同志”相称，互致问候。[1]但是在帝俄时期，俄罗斯军队已经使用Товарищ一词，不过该词在当时更多的含义是“兄弟”或者“袍泽”。
- 在中國人民解放軍中，作為最高統帥的中央軍事委員會主席在检阅軍隊時通常会對接受校閱的軍人问候“同志们好”、“同志们辛苦了”，各方队则回礼“首长好”、“为人民服务”。
- 在德国，同志（男性：Kamerad，女性：Kameradin，复数：Kameraden）通常是军语中称呼战友的词汇，这一词汇通常为右翼团体使用，例如纳粹党的党歌《霍斯特·威塞尔之歌》就使用了该词汇。共产主义者和社会主义者，尤其是德国社会民主党（SPD）和德国统一社会党（SED）党员通常会使用Genosse（男性）、Genossin（女性）、Genossen（复数）来指代同志。

## 政党内部称谓
在中文环境中，因其表示志同道合，“同志”一词在政党内部使用比较普遍。台湾民主进步党的谢长廷即曾在2008总统竞选失败后说过。在同盟会以及以之为基础而创立的中国国民党内使用则更为普遍，比如马英九在2012年第二次竞选中国国民党主席时曾要求党员称其为“马同志”，洪秀柱也在多个场合用同志称呼中国国民党党员。民进党也在2020民進黨總統初選民調結果中称呼蔡英文、赖清德为“同志”。中国共产党内部则用作普遍称呼，如“党内同志”、张同志、恩来同志、毛泽东同志等等。由於港澳特區實行「一國兩制」，特別行政區内并无中共黨務機關，因此在香港澳门并不存在中共的党内同志。參與两会的中共黨員，也因此不會稱呼非中共黨員的港區、澳區全国人大代表以及政協委員「同志」。同理，中国大陆的民主黨派成員也並不会被中共黨員以「同志」稱呼。
马来西亚的马来西亚华人公会（马华公会）除了在各级代表大会演讲称呼大会代表“同志”外，一般上党员之间是以职衔称呼对方、例如“拿督斯里”，“丹斯里”或“总会长”。

## 现代中国大陆的含义
中国共产党成立之后，党内大量地采用“同志”这一称呼，之后渐渐成为习惯称谓，在其所建立的军队、统治区（中共称为解放区）内广泛使用。如毛泽东在其《为人民服务》的文章中即有“…张思德同志是为人民的利益而死的，他的死是比泰山还要重的…”。1949年随着共产党政权在中国大陆的建立，“同志”一词还涵盖到所有支持、拥护中国共产党政权的人们。1954年民族工商业社会主义改造完成之后，“同志”一词在中国大陆地区普及到社会各个层面，成为对所有成年人的称呼，也代替了“先生”和“女士”之类的称谓。
随着中华人民共和国成立，民族工商业的社会主义改造完成之后，绝大多数全体社会成员都是在为社会主义革命而工作，自然就彼此都是同志。极少数被认为是敌特分子的人，以及被认为是违反路线和原则问题，或者违反党纪国法的人，则不被称为“同志”。如1981年6月27日《关于建国以来党的若干历史问题的决议》通过以前，刘少奇、彭德怀等重要人物在文化大革命以后直至平反以前一直没有被称为同志。中华人民共和国建国以前，瞿秋白、李立三等人由于中共党内的路线和政治斗争问题，在十一届三中全会以前很少被称为同志。
改革开放以后，“同志”一词在社会上的使用面开始缩减，一般人相互称呼不再使用这一政治意义非常浓厚的词汇，而是更多地使用“先生”、“女士”、“小姐”等，对有技艺的工人、技师则保留“师傅”这一尊称。但在政党内、政府机构和军队内部的正式会议和文件中，人们依然会按照以往的方式来使用“同志”这一称谓。另外，党内斗争中失利的一方即使被认为犯了严重的错误，通常也可以保留党籍，尽管失利方很少再有机会出现在官方文件中，但官方依然会称他们为“同志”（如赵紫阳去世后仍被中共称为“同志”）；一些因违法违纪被处分，但又不至被开除党籍者也仍然会被称为“同志”（如原民政部部长李立国、副部长窦玉沛，在中央纪委的处分消息中均被称为“同志”）；但对方如果被认为存在较为严重的犯罪，则会被开除党籍，审判后也不会再被视之称之为“同志”。